# Aghoratt
Aghoratt es una comuna o municipio del departamento de Kiffa, en la región de Assaba, en Mauritania. En marzo de 2013 presentaba una población censada de 18 358 habitantes.
Se encuentra ubicada al sur del país, sobre el desierto del Sahara, cerca de la frontera con Senegal y Malí.